# فرودگاه سلطان حاجی احمد شاه
فرودگاه سلطان حاجی احمد شاه (به انگلیسی: Sultan Haji Ahmad Shah Airport) (به زبان بومی: Lapangan Terbang Sultan Ahmad Shah / TUDM Kuantan) یک فرودگاه نظامی و همگانی مسافربری با کد یاتا KUA است که یک باند فرود آسفالت دارد و طول باند آن ۲۸۰۴ متر است. این فرودگاه در کشور مالزی قرار دارد و در ارتفاع ۱۸ متری از سطح دریا واقع شده است.